# Keiichi Suzuki (pilote automobile)
Pour les articles homonymes, voir Keiichi Suzuki et Suzuki (homonymie).
 (juillet 2025).
Si vous disposez d'ouvrages ou d'articles de référence ou si vous connaissez des sites web de qualité traitant du thème abordé ici, merci de compléter l'article en donnant les références utiles à sa vérifiabilité et en les liant à la section « Notes et références ».
Pas d'image ? Cliquez ici
Keiichi Suzuki (鈴木 恵一, Suzuki Keiichi), né le 21 mars 1949) à Kanagawa au Japon est un ancien pilote de course automobile international japonais.

## Palmarès

### Résultats aux24 heures du Mans
| Année | Écurie            | Copilotes                   | Voiture    | Classe | Tours | Pos. | Class Pos. |
| ----- | ----------------- | --------------------------- | ---------- | ------ | ----- | ---- | ---------- |
| 1989  | Toyota Team Tom's | Kaoru Hoshino Didier Artzet | Toyota 88C | C1     | 20    | Abd. | Abd.       |

### Résultats auChampionnat du Japon de sport-prototypes
| Année | Écurie                          | Châssis                   | Classe | 1       | 2      | 3       | 4       | 5      | 6       | Position | Points |
| ----- | ------------------------------- | ------------------------- | ------ | ------- | ------ | ------- | ------- | ------ | ------- | -------- | ------ |
| 1987  | Trust Racing Team               | Porsche 962C              | C1     | SUZ 10  | FUJ 2  | FUJ 2   | SUZ Ab. | FUJ 10 | FUJ 3   | 6e       | 36.5   |
| 1988  | Trust Racing Team               | Porsche 962C              | C1     | FUJ Ab. | SUZ    |         |         |        |         |          | 0      |
| 1988  | Toyota Team Tom's               | Toyota 88C                | C1     |         |        | FUJ 6   | FUJ Ab. | SUZ 16 | FUJ 22  |          | 0      |
| 1989  | Tenoras Toyota SARD Racing Team | Toyota 89C-V              | C1     | FUJ Ab. | FUJ 10 | FUJ Ab. | SUZ Ab. | FUJ 18 |         | 36e      | 1      |
| 1990  | Toyota Team Tom's               | Toyota 89C-V Toyota 90C-V | C1     | FUJ     | FUJ    | FUJ     | SUZ DSQ | SUG    | FUJ Ab. |          | 0      |